# ويليام هنري إيفانز
ويليام هنري إيفانز (بالإنجليزية: William Henry Evans)‏ هو محامي وفلاح وسياسي أمريكي، ولد في 3 نوفمبر 1842، وتوفي في 5 يناير 1923. انتخب عضو جمعية ولاية ويسكونسن.